# Алеврія оранжева
 
Алеврія оранжева (Aleuria aurantia) — вид грибів роду алеврія (Aleuria). Сучасну біномінальну назву надано у 1870 році.

## Будова
Плодове тіло схоже на чашку 6-12 см в діаметрі. Зовнішній шар більш блідий за яскраво помаранчевий внутрішній.

## Життєвий цикл
Плодові тіла з'являються у вересні — січні.

## Поширення та середовище існування
Росте на стежках, голій землі у Північній Америці та Європі.

## Практичне використання
Їстівний гриб. Має схожі отруйні види з родів Otidea та Caloscypha.
Піддається вирощуванню. Міцелій гриба можна купити в інтернеті.

## Галерея

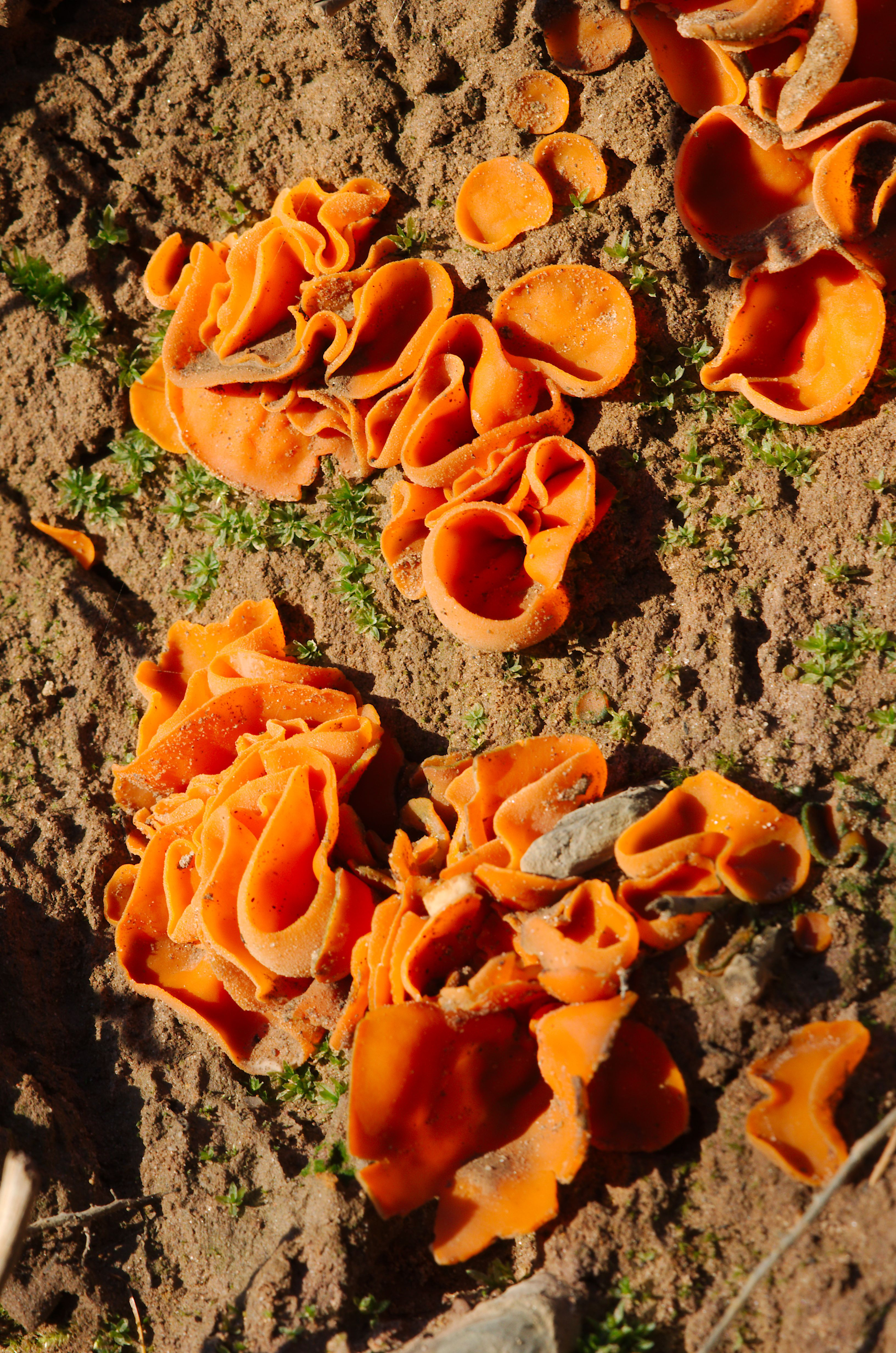
Група грибів на землі
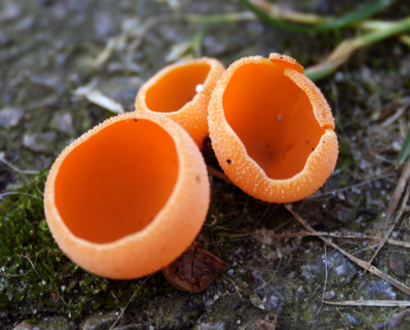
Симетричні плодові тіла
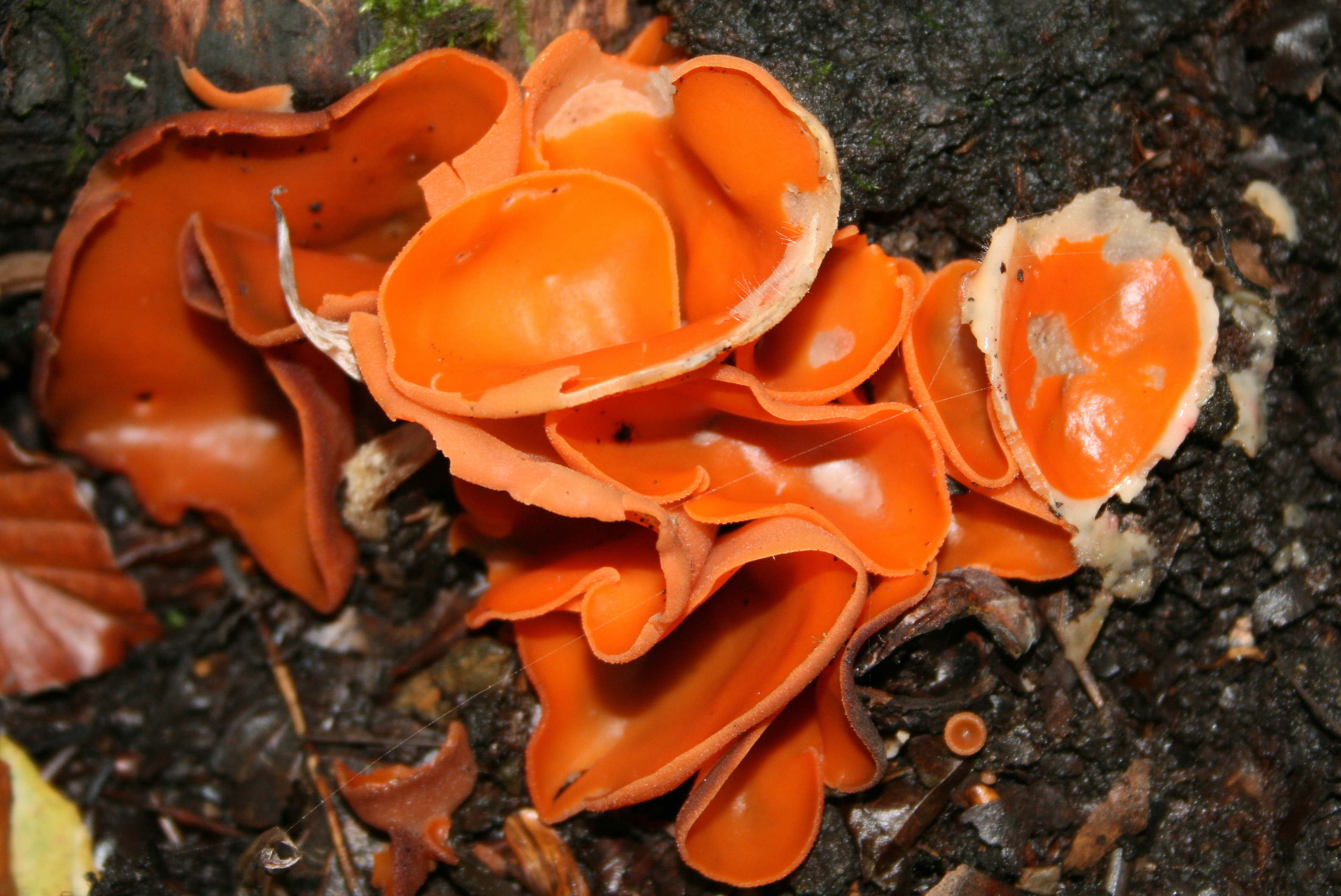
Несиметричні плодові тіла